# NGC 4115
NGC 4115 est une étoile située dans la Chevelure de Bérénice. L'astronome britannique John Herschel a enregistré la position de cette étoile le 3 avril 1826.